# Пулитцеровская премия за нехудожественную литературу
Пулитцеровская премия за нехудожественную литературу (англ. Pulitzer Prize for General Nonfiction) — одна из номинаций Пулитцеровской премии, впервые присуждённая в 1962 году.

## История
Согласно завещанию Джозефа Пулитцера, первыми номинациями для нехудожественной литературы стали награды за книгу по истории и за биографию. Для тем, которые не подпадали под эти определения, в 1962 году Совет премии ввёл дополнительную номинацию за нехудожественную литературу. По задумке членов комитета она была ориентирована на значимые работы в сфере журналистики, литературы, истории, философии, политики и глубокой психологии. Награду вручали за:

За выдающуюся книгу американского автора, которая не соответствует ни одной другой существующей категории.Оригинальный текст (англ.)For a distinguished book by an American which is not eligible for consideration in any other category.
 Исследователь и журналист Джон Хоэнберг отмечает, что из-за размытого определения в первые годы заявки на участие подавали авторы кулинарных книг, путеводителей, сборников писем, что осложняло работу жюри. И позднее определение расширили, акцентировав внимание, что работа должна соответствовать научной сфере и быть подтверждена документальными источниками.

## Лауреаты
| Год  | Лауреат                       | Произведение                                                                                               |
| ---- | ----------------------------- | --- |
| 1962 | Теодор Уайт                   | «Становление президента, 1960» (англ. The Making of the President, 1960)                                   |
| 1963 | Барбара Такман                | «Августовские пушки» (англ. The Guns of August)                                                            |
| 1964 | Ричард Хофштадтер             | «Антиинтеллектуализм в американской жизни» (англ. Anti-intellectualism in American Life)                   |
| 1965 | Говард Мамфорд Джонс          | «O, странный новый мир: американская культура» (англ. O Strange New World)                                 |
| 1966 | Эдвин Вэй Тил                 | «Блуждающий сквозь зиму» (англ. Wandering Through Winter)                                                  |
| 1967 | Дэвид Брайон Дэвис            | «Проблема рабства в западной культуре» (англ. The Problem of Slavery in Western Culture)                   |
| 1968 | Уильям Дюрант и Ариэль Дюрант | «История цивилизации. Том X. Руссо и Революция» (англ. The Story of Civilization. Rousseau and Revolution) |
| 1969 | Рене Жюль Дубо                | «Человек, животное» (англ. So Human an Animal)                                                             |
| 1969 | Норман Мейлер                 | «Армии ночи» (англ. The Armies of the Night)                                                               |
| 1970 | Эрик Эриксон                  | «Истина Ганди» (англ. Gandhi's Truth)                                                                      |
| 1971 | Джон Толанд                   | «Восходящее солнце» (англ. The Rising Sun)                                                                 |
| 1972 | Барбара Такман                | «Стилвелл и американский опыт в Китае» (англ. Stilwell and the American Experience in China, 1911–1945)    |
| 1973 | Френсис Фицджеральд           | «Пожар в озере: вьетнамцы и американцы во Вьетнаме» (англ. Fire in the Lake)                               |
| 1973 | Роберт Колс                   | «Дети кризиса» Тома II и III (англ. Children of Crisis)                                                    |
| 1974 | Эрнест Бекер                  | «Отрицание смерти» (англ. The Denial of Death)                                                             |
| 1975 | Эни Диллард                   | «Пилигрим в Тинкер Крик» (англ. Pilgrim at Tinker Creek)                                                   |
| 1976 | Роберт Нейл Батлер            | «Зачем выживать? Старость в Америке» (англ. Why Survive? Being Old in America)                             |
| 1977 | Уильям Уорнер                 | «Красивые пловцы» (англ. Beautiful Swimmers)                                                               |
| 1978 | Карл Саган                    | «Драконы Эдема: Рассуждения об эволюции человеческого мозга» (англ. The Dragons of Eden)                   |
| 1979 | Эдвард Осборн Уилсон          | «О человеческой природе» (англ. On Human Nature)                                                           |

| Год  | Лауреат и финалисты |
| ---- | --- |
| 1980 | Дуглас Хофштадтер, «Гёдель, Эшер, Бах» (англ. Godel, Escher, Bach: an Eternal Golden Braid) |
| 1980 | Финалисты: - Сандра Гилберт и Сьюзан Губар, «Сумасшедшая на чердаке» (англ. The Madwoman in the Attic) - Томас Льюис, «Медуза и улитка» (англ. The Medusa and the Snail) |
| 1981 | Карл Эмиль Шорске, «Конец века в Вене» (англ. Fin-de-siecle Vienna) |
| 1981 | Финалисты: - Максин Кингстон, «Китайские мужчины» (англ. China Men) - Уильям Манчестер, «Прощай, тьма: мемуары тихоокеанского фронта» (англ. Goodbye, Darkness: A Memoir of the Pacific War) - Маршалл Фреди, «Южане: Одиссея журналиста» (англ. Southerners: A Journalist’s Odyssey) |
| 1982 | Трэйси Киддер, «Душа новой машины» (англ. The Soul of a New Machine) |
| 1982 | Финалисты: - Джон Макфи, «Бухта и размер» (англ. Basin and Range) - Диана Триллинг, «Миссис Харрис: смерть врача-диетолога из Скарсдейла» (англ. Mrs. Harris: The Death of the Scarsdale Diet Doctor) |
| 1983 | Сьюзан Шихан, «Для меня не найдётся места на Земле?» (англ. Is There No Place on Earth for Me?) |
| 1983 | Финалисты: - Джонатан Шелл, «Судьба Земли» (англ. The Fate of the Earth) - Дайан Джонсон, «Террористы и романисты» (англ. Terrorists and Novelists) |
| 1984 | Пол Старр, «Социальная трансформация американской медицины» (англ. The Social Transformation of American Medicine) |
| 1984 | Финалисты: - Уинстон Грум и Дункан Спенсер, «Беседы с врагом» (англ. Conversations With the Enemy) - Сьюзан Якоби, «Дикая Справедливость» (англ. Wild Justice) |
| 1985 | Стадс Теркел, «Правильная война: Неписаная история Второй мировой войны» (англ. The Good War: An Oral History of World War Two) |
| 1985 | Финалисты: - Джонатан Квитни, «Бесконечные враги» (англ. Endless Enemies) - Дональд Кин, «Рассвет на Западе: Японская литература в современной эпохе» (англ. Dawn to the West) |
| 1986 | Джей Энтони Лукас, «Точка соприкосновения: бурное десятилетие в жизни трёх американских семей» (англ. Common Ground: A Turbulent Decade in the Lives) Джозеф Леливельд, «Перемести свою тень» (англ. Move Your Shadow) |
| 1986 | Финалисты: - Роберт Белла, «Привычки сердца: Индивидуализм и приверженность в американской жизни» (англ. Habits and the Heart: Individualism and Commitment in American Life) |
| 1987 | Дэвид Шиплер, «Араб и еврей: израненные души на земле обетованной» (англ. Arab and Jew: Wounded Spirits in a Promised Land) |
| 1987 | Финалисты: - Джон Макфи, «Восстание из равнин» (англ. Rising from the Plains) - Сира Макфадден, «Дождь или сияние: семейные мемуары» (англ. Rain or Shine: A Family Memoir) |
| 1988 | Ричард Родес, «Создание атомной бомбы» (англ. The Making of the Atomic Bomb) |
| 1988 | Финалисты: - Джеймс Глейк, «Хаос: создание новой науки» (англ. Chaos: Making a New Science) - Даниэль Каллахан, «Создание лимитов: медицинские цели в стареющем обществе» (англ. Setting Limits: Medical Goals in an Aging Society) |
| 1989 | Нил Шиэн, «Яркая сияющая ложь: Джон Пол Ванн и Америка во Вьетнаме» (англ. A Bright Shining Lie) |
| 1989 | Финалисты: - Говард Кох, «Последний фермер» (англ. The Last Farmer) - Тимоти Феррис, «Совершеннолетие на Млечном Пути» (англ. Coming of Age in the Milky Way) - Макджордж Банди, «Опасность и выживание» (англ. Danger and Survival) |
| 1990 | Майкл Уильямсон и Дейл Махаридж, «Их дети после них» (англ. And Their Children After Them) |
| 1990 | Финалисты: - Стивен Джей Гулд, «Удивительная жизнь: сланцы Бёджес и природа истории» (англ. Wonderful Life: The Burgess Shale and the Nature of History) - Дэвид Фромкин, «Мир, чтобы положить конец всему миру. Падение Османской империи и создание современного Ближнего Востока» (англ. A Peace to End All Peace: The Fall of the Ottoman Empire and the Creation of the Modern Middle East) |
| 1991 | Берт Холлдоблер и Эдвард Осборн Уилсон, «Муравьи» (англ. The Ants) |
| 1991 | Финалисты: - Джон Макфи, «В поисках корабля» (англ. Looking for a Ship) - Уильям ДюБайс и Алекс Харрис, «Река ловушек: деревенская жизнь» (англ. River of Traps: A Village Life) |
| 1992 | Дэниел Ергин, «Добыча: Всемирная история борьбы за нефть, деньги и власть» (англ. The Prize: The Epic Quest For Oil, Money & Power) |
| 1992 | Финалисты: - Томас Б. Эдсалл и Мэри Б. Эдсалл, «Цепная реакция: влияние расы, прав и налогов на американскую политику» (англ. Chain Reaction: The Impact of Race, Rights, and Taxes on American Politics) - Андре Дубус, «Разбитые сосуды» (англ. Broken Vessels) |
| 1993 | Гарри Уиллс, «Линкольн в Геттисберге: слова, которые переделали Америку» (англ. Lincoln at Gettysburg) |
| 1993 | Финалисты: - Ричард Родригез, «Дни обязательства: спор с моим мексиканским отцом» (англ. Days of Obligation: An Argument with My Mexican Father) - Энн Мэттьюз, «Где бродит Буффало» (англ. Where the Buffalo Roam) - Сьюзан Гриффин, «Хор камней: частная жизнь войны» (англ. A Chorus of Stones: The Private Life of War) |
| 1994 | Дэвид Ремник, «Могила Ленина. Последние дни советской империи» (англ. Lenin's Tomb: The Last Days of the Soviet Empire) |
| 1994 | Финалисты: - Питер Гей, «Буржуазный опыт: от Виктории до Фрейда» (англ. The Cultivation of Hatred: The Bourgeois Experience, Victoria to Freud) - Джон Лукач, «Конец двадцатого века и конец модерна» (англ. The End of the Twentieth Century: And the End of the Modern Age) |
| 1995 | Джонатан Вейнер, «Клюв вьюрка. История об эволюции в наши дни» (англ. The Beak of the Finch) |
| 1995 | Финалисты: - Джон Берендт, «Полночь в саду добра и зла: история саванны» (англ. Midnight in the Garden of Good and Evil) - Шервин Б. Нуланд, «Как мы умираем: размышления о последней главе жизни» (англ. How We Die: Reflections on Life’s Final Chapter) |
| 1996 | Тина Розенберг, «Земля с привидениями: столкновение с призраками Европы после коммунизма» (англ. The Haunted Land: Facing Europe's Ghosts After Communism) |
| 1996 | Финалисты: - Лоуренс Уэсчлер, «Кабинет чудес мистера Уилсона» (англ. Mr. Wilson's Cabinet of Wonder) - Дэниел Деннетт, «Опасная идея Дарвина. Эволюция и значение жизни» (англ. Darwin's Dangerous Idea: Evolution and the Meanings of Life) |
| 1997 | Ричард Клугер, «Пепел к пеплу: Столетняя сигаретная война в Америке, общественное здравоохранение и нескрываемый триумф Филипа Морриса» (англ. Ashes to Ashes: America's Hundred-Year Cigarette War, the Public Health, and the Unabashed Triumph of Philip Morris) |
| 1997 | Финалисты: - Синтия Озик, «Слава и безумие» (англ. Fame and Folly) - Сэмюэл Фридман, «Наследство: как три семьи и Америка перешли от Рузвельта к Рейгану и дальше» (англ. The Inheritance: How Three Families and America Moved from Roosevelt to Reagan and Beyond) |
| 1998 | Джаред Даймонд, «Ружья, микробы и сталь» (англ. Guns, Germs and Steel: The Fates of Human Societies) |
| 1998 | Финалисты: - Стивен Пинкер, «Как работает разум» (англ. How the Mind Works) - Джон Кракауэр, «В разреженный воздух» (англ. Into Thin Air) |
| 1999 | Джон Макфи, «Летопись прежнего мира» (англ. Annals of the Former World) |
| 1999 | Финалисты: - Джудит Рич Харрис, «Предположение о воспитании: почему дети оказываются такими, как они есть» (англ. The Nurture Assumption: Why Children Turn Out the Way They Do) - Эллиот Керри, «Преступление и наказание в Америке» (англ. Crime and Punishment in America) |
| 2000 | Джон У. Доуэр, «Соглашаясь с поражением: Япония после Второй мировой войны» (англ. Embracing Defeat: Japan in the Wake of World War II) |
| 2000 | Финалисты: - Брайан Грин, «Элегантная Вселенная. Суперструны, скрытые размерности и поиски окончательной теории» (англ. The Elegant Universe: Superstrings, Hidden Dimensions and the Quest for the Ultimate Theory) - Скотт Вейденсаул, «Жизнь по ветру: через полушарие с перелётными птицами» (англ. Living on the Wind: Across the Hemisphere with Migratory Birds) |
| 2001 | Герберт П. Бикс, «Хирохито и создание современной Японии» (англ. Hirohito and the Making of Modern Japan) |
| 2001 | Финалисты: - Дэйв Эггерс, «Душераздирающее творение ошеломляющего гения» (англ. A Heartbreaking Work of Staggering Genius) - Тэд Коновер, «Новый надзиратель в Синг-Синге» (англ. Newjack: Guarding Sing Sing) |
| 2002 | Диана МакУортон, «Отнеси меня домой: Бирмингем, Алабама. Кульминационная битва в революции за гражданские права» (англ. Carry Me Home: Birmingham, Alabama, the Climactic Battle of the Civil Rights Revolution) |
| 2002 | Финалисты: - Эндрю Соломон, «Демон полуденный. Анатомия депрессии» (англ. The Noonday Demon: An Atlas of Depression) - Дэвид Хэлберстам, «Война в мирное время: Буш, Клинтон, и генералы» (англ. War in a Time of Peace: Bush, Clinton, and the Generals) |
| 2003 | Саманта Пауэр, «Проблема из ада: Америка в век геноцида» (англ. "A Problem From Hell:" America and the Age of Genocide) |
| 2003 | Финалисты: - Эллен Мелой, «Антропология бирюзы: размышления о пейзаже, искусстве и духе» (англ. The Anthropology of Turquoise: Meditations on Landscape, Art, and Spirit) - Стивен Пинкер, «Чистый лист. Природа человека. Кто и почему отказывается признавать её сегодня» (англ. The Blank Slate: The Modern Denial of Human Nature) |
| 2004 | Энн Эпплбаум, «ГУЛАГ. Паутина Большого террора» (англ. Gulag: A History) |
| 2004 | Финалисты: - Дана Пирст, «Миссия: ведение войны и сохранение мира американскими военными» (англ. The Mission: Waging War and Keeping Peace with America’s Military) - Стивен Надлер, «Евреи Рембрандта» (англ. Rembrandt’s Jews) |
| 2005 | Стив Колл, «Призрачные войны: секретная история ЦРУ, Афганистана и бен Ладена, от советского вторжения до 10 сентября 2001 года» (англ. Ghost Wars: The Secret History of the CIA, Afghanistan, and Bin Laden, from the Soviet Invasion to September 10, 2001) |
| 2005 | Финалисты: - Луис Альберто Урреа, «Шоссе дьявола: правдивая история» (англ. The Devil’s Highway: A True Story) - Сукету Мехта, «Город-максимум: Бомбей потерянный и найденный» (англ. Maximum City: Bombay Lost and Found) |
| 2006 | Каролина Элкинс, «Имперский расчёт: нерассказанная история британского ГУЛАГа в Кении» (англ. Imperial Reckoning: The Untold Story of Britain's Gulag in Kenya) |
| 2006 | Финалисты: - Джордж Пэкер, «Ворота убийц: Америка в Ираке» (англ. The Assassins' Gate: America in Iraq) - Тони Джадт, «После войны: История Европы с 1945 года» (англ. Postwar: A History of Europe Since 1945) |
| 2007 | Лоуренс Райт, «Смутная башня: Аль-Каида и путь к 11 сентября» (англ. The Looming Tower: Al-Qaeda and the Road to 9/11) |
| 2007 | Финалисты: - Пит Эрли, «Сумасшедший: поиск отца через безумие психического здоровья Америки» (англ. Crazy: A Father’s Search Through America’s Mental Health Madness) - Томас Рикс, «Фиаско: Американское военное приключение в Ираке, 2003–2005» (англ. Fiasco: The American Military Adventure in Iraq) |
| 2008 | Саул Фридлендер, «Годы истребления: нацистская Германия и евреи, 1939—1945» (англ. The Years of Extermination: Nazi Germany and the Jews, 1939–1945) |
| 2008 | Финалисты: - Аллан М. Брандт, «Век сигарет» (англ. The Cigarette Century) - Алекс Росс, «Дальше — шум. Слушая XX век» (англ. The Rest Is Noise: Listening to the Twentieth Century) |
| 2009 | Дуглас Блэкмон, «Рабство под новым именем: второе порабощение чёрного населения Америки в период между гражданской и Второй мировой войнами» (англ. Slavery by Another Name: The Re-Enslavement of Black Americans from the Civil War to World War II). Тщательная и красноречивая работа, которая изучает умышленные меры расового подавления и раскрывает множество злодеяний. |
| 2009 | Финалисты: - Уильям Хичкок, «Горькая дорога к свободе: новая история освобождения Европы» (англ. The Bitter Road to Freedom: A New History of the Liberation of Europe) - Артур Л. Херман, «Ганди и Черчилль. Эпическое соперничество, которое разрушило империю и выковало нашу эпоху» (англ. Gandhi and Churchill: The Epic Rivalry That Destroyed an Empire and Forged Our Age) |
| 2010 | Дэвид Хоффман, «Мёртвая рука. Неизвестная история холодной войны и её опасное наследие» (англ. The Dead Hand: The Untold Story of the Cold War Arms Race and Its Dangerous Legacy). Хорошо документированное произведение, исследующее роковую конкуренцию между двумя сверхдержавами и то, как оружие массового уничтожения всё ещё подвергает опасности человечество. |
| 2010 | Финалисты: - Роберт Райт, «Эволюция Бога» (англ. The Evolution of God) - Джон Кэссиди, «Как падают рынки. Логика экономических катастроф» (англ. How Markets Fail: The Logic of Economic Calamities) |
| 2011 | Сиддхартха Мукерджи, «Царь всех болезней. Биография рака» (англ. The Emperor of All Maladies: A Biography of Cancer). Превосходное, одновременно объективное и личное, исследование о длинной истории коварной болезни, которая, несмотря на прорывы в лечении, всё ещё ставит в тупик медиков. |
| 2011 | Финалисты: - Николас Карр, «Пустышка. Что интернет делает с нашими мозгами» (англ. The Shallows: What the Internet Is Doing to Our Brains) - Сэм К. Гвинн, «Империя Летней луны: Куана Паркер и расцвет и закат Команчей, самого могущественного индейского племени в американской истории» (англ. Empire of the Summer Moon: Quanah Parker and the Rise and Fall of the Comanches, the Most Powerful Indian Tribe in American History) |
| 2012 | Стивен Гринблатт, «Отклонение: о том, как мир стал современным» (англ. The Swerve: How the World Became Modern) |
| 2012 | Финалисты: - Диана Акерман, «100 имён любви. Инсульт, брак и слова исцеления» (англ. One Hundred Names For Love: A Stroke, a Marriage, and the Language of Healing) - Мара Хвистендал, «Неестественный отбор. Предпочитая мальчиков девочкам: каковы будут последствия для мира, полного мужчин» (англ. Unnatural Selection: Choosing Boys over Girls, and the Consequences of a World Full of Men) |
| 2013 | Гилберт Кинг, «Дьявол в роще: Тергуд Маршалл, мальчики Гровленда и рассвет новой Америки» (англ. Devil in the Grove: Thurgood Marshall, the Groveland Boys, and the Dawn of a New America). Детализированная хроника расовой несправедливости во флоридском городе Гровленд в 1949 году по отношению к ложно обвинённым в изнасиловании четырём чернокожим, а также привлечения борца за гражданские права и окончательного правосудия в Верховном суде. |
| 2013 | Финалисты: - Кэтрин Бу, «В тени вечной красоты. Жизнь, смерть и любовь в трущобах Мумбая» (англ. Behind the Beautiful Forevers: Life, Death, and Hope in a Mumbai Undercity) - Дэвид Джордж Хаскелл, «Невидимый лес: год наблюдений за природой» (англ. The Forest Unseen: A Year's Watch in Nature) |
| 2014 | Дэн Фагин, «Томс Ривер: история науки и спасения» (англ. Toms River: A Story of Science and Salvation). Книга, которая искусно сочетает авторские расследования и исторические исследования, чтобы изучить распространение рака среди детей в прибрежной части Нью-Джерси, связанное с загрязнением воды и воздуха. |
| 2014 | Финалисты: - Гэри Дж. Басс, «Кровавая телеграмма: Никсон, Киссинджер и забытый геноцид» (англ. The Blood Telegram: Nixon, Kissinger, and a Forgotten Genocide) - Фред Каплан, «Повстанцы: Дэвид Петреус и попытка изменить американский способ ведения войны» (англ. The Insurgents: David Petraeus and the Plot to Change the American Way of War) |
| 2015 | Элизабет Колберт, «Шестое вымирание. Неестественная история» (англ. The Sixth Extinction: An Unnatural History). Исследование природы, которое заставляет читателей задуматься об угрозе человеческого поведения для мира удивительного разнообразия. |
| 2015 | Финалисты: - Ананд Гопал, «Хороших людей среди живых нет» (англ. No Good Men Among the Living) - Эван Оснос, «Век амбиций. Богатство, истина и вера в новом Китае» (англ. Age of Ambition: Chasing Fortune, Truth, and Faith in the New China) |
| 2016 | Джоби Уоррик, «Чёрные флаги. Ближний Восток на рубеже тысячелетий» (англ. Black Flags: The Rise of ISIS). Детализированная, удивительно доступная книга, показывающая, как некорректное обоснование войны в Ираке привело к взрывному росту Исламского государства. |
| 2016 | Финалисты: - Та-Нехиси Пол Коутс, «Между миром и мной» (англ. Between the World and Me) - Карла Пауэр, «Если бы океаны были чернилами: невероятная дружба и путешествие к сердцу Корана» (англ. If the Oceans Were Ink: An Unlikely Friendship and a Journey to the Heart of Quran) |
| 2017 | Мэттью Десмонд, «Выселенные: бедность и прибыль в американском городе» (англ. Evicted: Poverty and Profit in the American City). Хорошо проработанный доклад, который показал, что массовые лишения имущества после экономического краха 2008 года были не столько следствием, сколько причиной бедности. |
| 2017 | Финалисты: - Джон Донван и Карен Закер, «В другом ключе: история аутизма» (англ. In a Different Key: The Story of Autism) - Мики МакЕлия, «Политика скорби: смерть и честь на Арлингтонском национальном кладбище» (англ. The Politics of Mourning: Death and Honor in Arlington National Cemetery) |
| 2018 | Джеймс Форман-младший, «Бегство от самих себя: преступление и наказание в Чёрной Америке» (англ. Locking Up Our Own: Crime and Punishment in Black America). Исследование исторических первопричин современного уголовного правосудия в США, основанное на обширном опыте и глубоких знаниях правовой системы, и зачастую разрушительных последствиях для граждан и цветных сообществ. |
| 2018 | Финалисты: - Сюзи Хансен, «Заметки об иностранном государстве: американцы за рубежом в постамериканском мире» (англ. Notes on a Foreign Country: An American Abroad in a Post-America World) - Ричард О. Прум, «Эволюция красоты: как забытая теория Дарвина о выборе партнёра формирует животный мир – и нас» (англ. The Evolution of Beauty: How Darwin’s Forgotten Theory of Mate Choice Shapes the Animal World — and Us) |
| 2019 | Элиза Гризволд, «Согласие и процветание. Одна семья и разрыв Америки» (англ. Amity and Prosperity: One Family and the Fracturing of America). Повесть об опыте и трудностях семьи Аппалачей. |
| 2019 | Финалисты: - Элизабет Раш, «Возвышение. Сообщения с новых американских берегов» (англ. Rising: Dispatches from the New American Shore) - Бернис Юнг, «После рабочего дня: борьба за прекращение сексуального насилия в отношении самых уязвимых работников Америки» (англ. In a Day’s Work: The Fight to End Sexual Violence Against America’s Most Vulnerable Workers) |
| 2020 | Грег Грандин, «Конец мифа: от Старого Запада до Пограничной стены в сознании Америки» (англ. The End of the Myth: From the Frontier to the Border Wall in the Mind of America). Подробная и прекрасно написанная книга, которая исследует американский миф о безграничной экспансии и предоставляет убедительный контекст для размышлений о текущей политической ситуации (перемещено Советом премии). Энн Бойер, «Бессмертный: боль, уязвимость, смертность, медицина, искусство, время, мечты, факты, истощение, рак и забота» (англ. The Undying: Pain, Vulnerability, Mortality, Medicine, Art, Time, Dreams, Data, Exhaustion, Cancer, and Care). Рассказ о жестокости болезни и капитализме системы лечения рака в США. |
| 2020 | Финалисты: - Луиза Аронсон, «Старшинство: переосмысление старения, трансформация медицины, переосмысление жизни» (англ. Elderhood: Redefining Aging, Transforming Medicine, Reimagining Life) - Альберт Вудфокс и «Лесли Джордж», «Отшельник» (англ. Solitary) |
| 2021 | Дэвид Цуккино, «Ложь Уилмингтона: убийственный переворот 1898 года и подъём белого превосходства» (англ. Wilmington’s Lie: The Murderous Coup of 1898 and the Rise of White Supremacy). Захватывающее описание свержения избранных властей города с темнокожим большинством в Северной Каролине в постреконструкционный период, которое распутывает сложный процесс динамики власти, присущий расе, классу и полу. |
| 2021 | Финалисты: - Кэти Пак Хонг, «Незначительные чувства: Расчёт американцев азиатского происхождения» (англ. Minor Feelings: An Asian American Reckoning) - Сьерра Крейн Мердок, «Жёлтая птица: нефть, убийство и женщина в поисках справедливости в индийской стране» (англ. Yellow Bird: Oil, Murder, and a Woman's Search for Justice in Indian Country) |
| 2022 | Андреа Элиотт, «Невидимый ребенок: бедность, выживание и надежда в американском городе» (англ. Invisible Child: Poverty, Survival and Hope in an American City) Трогательный глубокий рассказ о девочке, которая взрослеет во время кризиса бездомности в Нью-Йорке, — портрет стойкости на фоне институционального краха, который успешно сочетает литературное повествование с политическим анализом. |
| 2022 | Финалисты: - Карла Пауэр, «Дом, земля, безопасность: дерадикализация и возвращение от экстремизма» (англ. Home, Land, Security: Deradicalization and the Journey Back from Extremism) - Джошуа Прагер, «Семья Роу: Американская история» (англ. The Family Roe: An American Story) |
| 2023 | Толусе Олоруннипа, Роберт Сэмюэлс, «Его зовут Джордж Флойд: жизнь одного человека и борьба за расовую справедливость» (англ. His Name Is George Floyd: One Man's Life and the Struggle for Racial Justice) Интимный, захватывающий портрет обычного человека, чья роковая встреча с полицейскими в 2020 году спровоцировала международное движение за социальные перемены, но чья человечность и сложная личная история остались неизвестными. (Перенесено Правлением из категории «Биографии»). |
| 2023 | Финалисты: - Дэвид Г. Хаскелл, «Дикие и сломленные звуки: чудеса звука, креативность эволюции и кризис сенсорного вымирания» (англ. Sounds Wild and Broken: Sonic Marvels, Evolution's Creativity, and the Crisis of Sensory Extinction) - Джинг Тсу, «Королевство иероглифов: языковая революция, сделавшая Китай современным» (англ. Kingdom of Characters: The Language Revolution That Made China Modern) - Линда Виллароса, «Под кожей: скрытые последствия расизма для жизни американцев и здоровья нашей нации» (англ. Under the Skin: The Hidden Toll of Racism on American Lives and on the Health of Our Nation) |
| 2024 | Натан Тралл, «День из жизни Абеда Саламы: Анатомия иерусалимской трагедии» (англ. A Day in the Life of Abed Salama: Anatomy of a Jerusalem Tragedy) Тонко изложенный и личный рассказ о жизни на Западном берегу реки Иордан в условиях израильской оккупации, рассказанный через портрет палестинского отца, чей пятилетний сын погиб в автокатастрофе со школьным автобусом, когда израильские и палестинские спасательные команды были задержаны из-за правил безопасности. |
| 2024 | Финалисты: - Сиддхарт Кара, «Кобальтовый красный: как кровь Конго питает нашу жизнь» (англ. Cobalt Red: How the Blood of the Congo Powers Our Lives) - Джон Вайлант, «Пожароопасная погода: правдивая история из жаркого мира» (англ. Fire Weather: A True Story from a Hotter World) |
| 2025 | Бенджамин Натанс, «К успеху нашего безнадежного дела: многочисленные жизни советского диссидентского движения» (англ. To the Success of Our Hopeless Cause: The Many Lives of the Soviet Dissident Movement) Потрясающе изученная и показательная история советского инакомыслия, как оно неоднократно подавлялось и возрождалось, населенная многочисленной группой мужественных людей, посвятивших себя борьбе за находящиеся под угрозой свободы и с трудом завоеванные права. |
| 2025 | Финалисты: - Рейчел Нолан, «Пока я не найду тебя: пропавшие дети и принудительное усыновление в Гватемале» (англ. Until I Find You: Disappeared Children and Coercive Adoptions in Guatemala) - Ролло Ромиг, «Я в списке на расстрел: убийство журналиста и рост автократии в Индии» (англ. I Am on the Hit List: A Journalist’s Murder and the Rise of Autocracy in India) |